# Ooouuu
Ooouuu (Eigenschreibweise OOOUUU) ist ein Lied der US-amerikanischen Rapperin Young M.A aus dem Jahre 2016. Die erste Singleauskopplung ihrer EP Herstory wurde von der Künstlerin selbst geschrieben sowie von NY Bangers produziert.

## Musik und Text
Bei Ooouuu handelt es sich um einen Trapsong, der dem Genre entsprechend von einer durchwegs geloopten, langsamen Synthesizermelodie, 808-Bass Drums, Snares und Claps dominiert wird; untypisch ist hingegen der nur sporadische Einsatz von Hi-Hats. Young M.A rappt die Strophen ohne verfremdende Effekte; Refrain gibt es keinen. Im Beat ist außerdem ein Ausschnitt eines Zwischenrufes aus dem Acapella-Lied The Eight Day Week von Melvin van Peebles eingebaut, zudem zitiert die Interpretin den Track Make It Clap von Busta Rhymes, Sean Paul und Spliff Star.
Inhaltlich präsentiert die Künstlerin im Text ihren Lebensstil sowie den ihrer Crew RedLyfe. Deren Mitglieder pflegen ein familiäres Verhältnis, innerhalb des Liedes kommt es vermehrt zu Schilderungen des Zusammenhalts und des gemeinsamen Feierns inklusive Alkoholkonsum. Ebenfalls Erwähnung findet Young M.As Bruder, der im Alter von 17 Jahren erstochen wurde und seiner Schwester zuvor riet, Hater zu ignorieren und trotzdem viel Geld zu verdienen, was diese auch tat. Im Verlauf des Liedes kommt es weiters zu expliziten Beschreibungen sexueller Handlungen zwischen der Künstlerin und einer Frau namens Stephanie, die als feste Freundin des Zuhörers vorgestellt wird, sowie anderen Personen ausschließlich weiblichen Geschlechts, wobei sie verdeutlicht, dass sie lediglich an kurzweiligem, physischem Vergnügen und nicht an ernsthaften Beziehungen interessiert ist.

## Musikvideo
Der unter der Regie von a piece of guy und Young M.A selbst entstandene Videoclip zu Ooouuu spielt großteils auf einer Party und weist ein knapp einminütiges Intro ohne Musik auf. Es wird die Künstlerin zusammen mit zwei Männern an einem Esstisch gezeigt, auf dem sich verschiedenes Fast Food sowie mehrere Flaschen mit Spirituosen befinden. Sie gießt sich zunächst etwas zu trinken ein und beginnt danach mit dem Verzehr von Nudeln. Erst später wird ersichtlich, dass im Haus noch einige andere Leute anwesend sind. In mehreren Einstellungen sind alle Gäste um ein Sofa versammelt, in dessen Mitte Young M.A sitzt und rappt, während die anderen sich dazu rhythmisch bewegen. Immer wieder findet in diesen Szenen die Freeze Frame-Technik Verwendung. Dazwischen werden auch vereinzelt kurze Momente in Schwarzweiß eingeblendet, in denen die Musikerin mit ihren Freunden auf der Straße rappt und tanzt. In beiden Handlungen hantieren die Akteure gegen Ende des Videos mit einer größeren Summe Bargeld.

## Kritik
Ooouuu erhielt sehr positive Kritiken und war in mehreren Bestenlisten vertreten. So inkludierten es John Caramanica (Musikjournalist der New York Times) auf Platz 3, Rolling Stone auf Platz 11, Billboard auf Platz 16, Pitchfork auf Platz 67 und Village Voice ohne feste Platzierung in ihren Listen der besten Lieder des Jahres 2016. Im entsprechenden Community-Ranking von Genius.com wurde es auf Position 47 gewählt. Gelobt wurde die harte Attitüde des Liedes, insbesondere in Kombination mit der Tatsache, dass die Künstlerin ihre Homosexualität offen und unmissverständlich präsentiere. Zudem wurden seine Qualitäten als "New Yorker Hymne" hervorgehoben. Young M.A zeige sich auf dem Lied als "Schläger, Boss, Lesbierin und Gangsta" und würde mit einem "Club-Banger über das Trinken, Rauchen und das Stehlen von Groupies" das Radio dominieren. Zudem wurde die Textzeile "You call her Stephanie, I call her Headphanie" ob ihrer Fähigkeit als Meme positiv rezipiert.

## Reaktionen und Impakt
Mit Ooouuu konnte sich Young M.A erstmals einer breiten Öffentlichkeit präsentieren; es handelt sich bis heute zudem um ihre kommerziell erfolgreichste Arbeit und ihren "Signature Song". Außerdem ist das Lied eines der ersten und einzigen Hip-Hop-Titel mit explizit homosexuellem Inhalt, welches Verkäufe im mehrfachen Millionenbereich verzeichnen konnte. Aufgrund ihrer tiefen Stimme, ihres traditionell maskulinen Auftretens im zugehörigen Musikvideo und einer Textzeile, in der sie im Kontext des Geschlechtsverkehrs mit einer Frau die Praktik des Deepthroatings beschreibt (in einem Interview innerhalb der Radiosendung The Breakfast Club Power 105.1 FM sagte sie aus, sie hätte hierbei von Oralverkehr mit Dildos gesprochen), wurde die Interpretin von einer Vielzahl an Zuhörern zunächst fälschlicherweise als männlich erachtet, weshalb sich die lesbische Komponente des Textes einigen Leuten anfangs nicht erschloss.

## Erfolg
Chartplatzierungen
| ChartsChartplatzierungen       | Höchstplatzierung | Wochen |
| ------------------------------ | ----------------- | ------ |
| Vereinigte Staaten (Billboard) | 19 (20 Wo.)       | 20     |

Auszeichnungen für Musikverkäufe

 |-class='charts-yelst' style='font-style:italic;'
| Land/Region               | Auszeichnungen für Musikverkäufe (Land/Region, Auszeichnung, Verkäufe) | Verkäufe  |
| ------------------------- | ---------------------------------------------------------------------- | --------- |
| Vereinigte Staaten (RIAA) | 4× Platin                                                              | 4.000.000 |
| Insgesamt                 | 4× Platin ·                                                            | 4.000.000 |

## Dies und Das
- 2019 sampelte Eminem den Song auf seinem internationalen Top-Ten-Hit The Ringer.[14]